# F.C. De Kampioenen seizoen 9
Reeks 9 van F.C. De Kampioenen werd voor de eerste keer uitgezonden tussen 28 november 1998 en 20 februari 1999. De reeks telt 13 afleveringen. Aan het begin van de reeks was er 1 nieuw hoofdpersonage: Bernard Theofiel Waterslaeghers, vertolkt door Jakob Beks. Vanaf de tweede aflevering was er ook een nieuwe begingeneriek.

## Overzicht
| Nr. serie | Nr. reeks | Titel van aflevering      | Scenarist(en)      | Uitzenddatum     |  |
| --- | --------- | ------------------------- | ------------------ | ---------------- |  |
| 105 | 1         | BTW inbegrepen            | René Swartenbroekx | 28 november 1998 |  |
| Nadat DDT in de gevangenis vloog wegens fraude, probeert zijn moeder de garage te verkopen. Bieke en Boma zijn kandidaat-kopers. BTW komt na zijn scheiding logeren bij Carmen en Xavier. Al snel begint hij zich te bemoeien met andermans zaken. De garage raakt uiteindelijk verkocht, maar aan een verrassende kandidaat.                                                                                   |           |                           |                    |                  |  |
| 106 | 2         | Smakelijk!                | Koen Vermeiren     | 5 december 1998  |  |
| BTW opent zijn restaurant Bij Mij. Maar de voorbereiding loopt niet van het leien dakje, waardoor hij beroep moet doen op Xavier en Marc. Doortje en Bieke willen op restaurant, maar Pol heeft een beter idee: een etentje, waarbij hij en Marc koken. Pascale is uitgenodigd door Boma om samen iets te eten. Maar Kolonel Vandesijpe komt met een interessant voorstel op de proppen.                        |           |                           |                    |                  |  |
| 107 | 3         | De splinternieuwe trainer | Wout Thielemans    | 12 december 1998 |  |
| Pol raakt geblesseerd. Hij vervangt Xavier als trainer. Xavier wordt opnieuw keeper en Marc wordt spits. Carmen is het er niet mee eens dat Xavier geen trainer meer is. Ze trekt tijdelijk bij BTW in om de Kampioenen de duvel aan te doen. |           |                           |                    |                  |  |
| 108 | 4         | Bertha Boma               | Bart Cooreman      | 19 december 1998 |  |
| Boma krijgt bezoek van zijn jongere zus Bertha. Ze wil de ploeg en alle eigendommen van Boma veranderen, tot ongenoegen van de spelers. BTW ziet echter in haar de vrouw van zijn leven. |           |                           |                    |                  |  |
| 109 | 5         | De hofleverancier         | Bart Cooreman      | 26 december 1998 |  |
| Boma denkt dat de koning een levering worsten persoonlijk komt ophalen en bereidt feestelijkheden voor. De Kampioenen, Carmen en Pascale in het bijzonder, draaien door. BTW organiseert een royal lunch in zijn restaurant. |           |                           |                    |                  |  |
| 110 | 6         | Bieke culinair            | Wout Thielemans    | 2 januari 1999   |  |
| BTW wil zijn restaurant laten beoordelen door Publi-Time. Daarvoor heeft hij een zekere "B.C." nodig. Pascale en Bieke denken dat BTW een oogje heeft op hen. De ene is er wat enthousiaster over dan de andere. Ook de kampioenen hebben het nieuws door en proberen Marc en Boma te waarschuwen. |           |                           |                    |                  |  |
| 111 | 7         | Schone schijn             | Bart Cooreman      | 9 januari 1999   |  |
| Pascale heeft een nieuwe vriend: een echte baron. Ze wil niet dat hij ziet dat ze in een ordinair café woont en inviteert hem bij Boma. Pol en Xavier helpen haar door Boma af te leiden. Alles verloopt volgens plan tot BTW er zich mee moeit. |           |                           |                    |                  |  |
| 112 | 8         | Doortje Waterslaeghers    | René Swartenbroekx | 16 januari 1999  |  |
| Doortje volgt een assertiviteitscursus bij Truus Pinckers, de ex van BTW. Ze verandert in een tweede Carmen en Xavier wordt verliefd op haar. Carmen laat haar meest truttige kant zien en trek zo Pol aan. Bernard krijgt te maken met een verrassende ontmoeting. |           |                           |                    |                  |  |
| 113 | 9         | Interim sponsor           | Jan Bergmans       | 23 januari 1999  |  |
| Boma wordt afgezet als sponsor nadat hij inging op een poging tot omkoping. BTW wordt tijdelijk de nieuwe sponsor. Echter, het is geen succes door zijn betweterigheid. Boma lijkt het zich erg hard aan te trekken dat hij geen deel meer uitmaakt van de Kampioenen. Zo erg dat de Kampioenen denken dat hij zelfmoordplannen heeft.                                                                          |           |                           |                    |                  |  |
| 114 | 10        | Chérie                    | Gerrie Van Rompaey | 30 januari 1999  |  |
| Doortje en Pol staan op straat omdat BTW het huurcontract heeft opgeslagen. Eddy Wally komt zingen in het restaurant van BTW. Wanneer hij echter niet komt opdagen moet Xavier hem vervangen, zodat Pol en Doortje toch kunnen blijven wonen. Zingen kan Xavier echter niet, dus moet er voor een oplossing gezorgd worden. Boma nodigt Lilianne Verhoeven uit, schepen van cultuur, achter de rug van Pascale. |           |                           |                    |                  |  |
| 115 | 11        | Survival training         | Anton Klee         | 6 februari 1999  |  |
| De Kampioenen willen even weg zonder de vrouwen. De vrouwen vinden dat erg verdacht, net als dat weekend veel te doen is. Als ze erachter komen dan er toch geen survival is, willen ze hen een lesje leren door BTW in te huren. Dan begint de survivaltocht pas echt. |           |                           |                    |                  |  |
| 116 | 12        | De sollicitatie           | Koen Vermeiren     | 13 februari 1999 |  |
| Doortje zoekt werk. De Kampioenen helpen haar, zonder succes. BTW heeft een fotoreportage, maar deze kan niet doorgaan zonder gastvrouw. |           |                           |                    |                  |  |
| 117 | 13        | Boma failliet             | Bart Cooreman      | 20 februari 1999 |  |
| Carmen hoort een gesprek tussen Boma en Vandesijpe denkt dat de Boma Vleesindustrie NV failliet gaat na een vernietigend artikel van Bieke in Publitime. Bieke biedt gratis haar diensten aan. Wat ze echter niet weet, is dat het om de Pussycat ging, en niet over de Boma Vleesindustrie NV. |           |                           |                    |                  |  |

## Hoofdcast
- Marijn Devalck (Balthasar Boma)
- Loes Van den Heuvel (Carmen Waterslaeghers)
- Johny Voners (Xavier Waterslaeghers)
- Ann Tuts (Doortje Van Hoeck)
- Ben Rottiers (Pol De Tremmerie)
- An Swartenbroekx (Bieke Crucke)
- Herman Verbruggen (Marc Vertongen)
- Danni Heylen (Pascale De Backer)
- Jakob Beks (Bernard Theofiel Waterslaeghers)

## Vaste gastacteurs
(Personages die door de reeksen heen meerdere keren opduiken)
- Jenny Tanghe (Georgette "Ma DDT" Verreth)
- Ron Cornet (Kolonel Vandesijpe)
- Vera Puts (Truus Pinckers)
- Agnes De Nul (Liliane Verhoeven)
- Myriam Mulder (Minou)
- Camilia Blereau (Bertha Boma)

## Scenario
Scenario:
- René Swartenbroekx
- Koen Vermeiren
- Wout Thielemans
- Bart Cooreman
- Jan Bergmans
- Gerrie Van Rompaey
- Anton Klee

Script-editing:
- Wout Thielemans

## Regie
- Stef Desmyter

## Productie
- Marc Scheers